# Banco Chinchorro

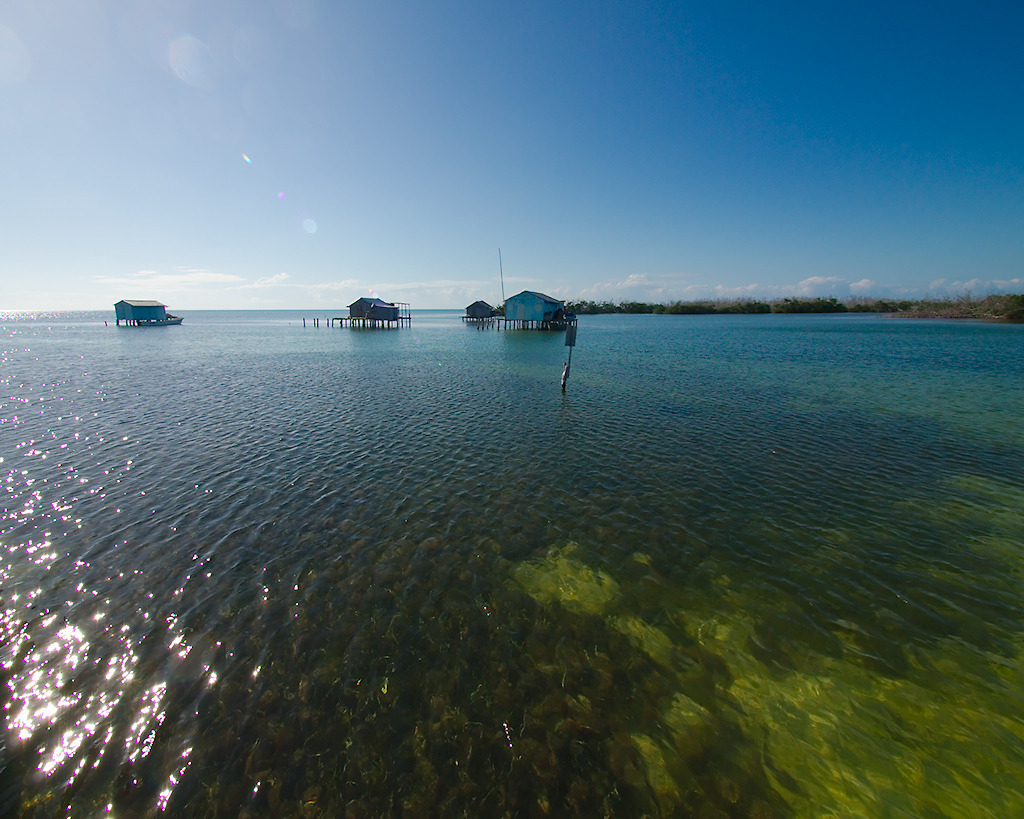
Pålbyggnader på Banco Chinchorro.

Banco Chinchorro är en atoll och ett biosfärområde utanför Othón P. Blancos sydöstra kust i Quintana Roo, Mexiko, nära gränsen till Belize och en av världens främsta platser att dyka bland skeppsvrak. Dess naturskönhet visas upp i semi-dokumentära filmen "Alamar" av Pedro González-Rubio. Sedan 6 december 2004 är biosfärområdet uppsatt på Mexikos tentativa världsarvslista.

## Geografi
Revet som bildar atollen, 35 km utanför Mexikos kust i Karibiska havet, ligger omkring 80 km öster om staden Chetumal och är omkring 40,2 km lång från norr till söder och cirka 16 km bred där det är som bredast. Området täcker en yta om 800 km². Atollen har tre öar, med en samlad landarea på 6,7 km²:
1. Cayo Norte (egentligen två separata småöar) (0,9 km²)
2. Cayo Central (5,6 km²)
3. Cayo Lobos (den sydligaste av öarna) (0,2 km²)[2]

Vegetationen på öarna består främst av mangrove nära strandlinjen och går därifrån 20-30 meter in på land. Det finns ett kajman-reservat på den sydligaste av öarna. Öarna har, likt många andra isolerade tropiska öar, en stor poplulation småkrabbor, som är väldigt orädda och som besökare väldigt lätta att trampa på av misstag.
Några av öarna bebos av fiskare, som bor i små pålhus 60-100 meter ute i vattnet för att kringgå lokala bestämmelser som förbjuder privat byggande.

## Skeppsvrak
I revet finns minst nio skeppsvrak, däribland två spanska galeoner. Namnen på de kända skeppsvraken är: SS Caldera, SS Escasell, SS Far Star, SS Ginger Screw, SS Glen View, SS Penelopez, SS San Andreas och SS Tropic. Färjan Cozumel II som sköljdes upp på Chinchorro under Orkanen Wilma bärgades år 2010.